# Piemonte Volley
El Piemonte Volley, conocido por razones de patrocinio como Bre Banca Lannutti Cuneo, es un club profesional de voleibol de la ciudad de Cuneo, Italia. El club fue fundado en 1958 bajo el nombre de Cuneo Volley Ball Club y renombrado Piemonte Volley en 2001. El 9 de mayo de 2010 gana su primer Campeonato de Italia tras vencer por 3-1 el Trentino Volley. En la temporada 2012-13 llega hasta la final de 
Champions League donde es derrotado por 3-2 por el VKL Novosibirsk.
En la temporada 2014-15, después de 25 años en la Serie A1, el equipo no se inscribe en la neonacida Serie A1 Superlega.

## Palmarés
- Campeonato de Italia (1)

2009-10
2° lugar (3) : 1995-96, 1997-98, 2010-11
- Copa de Italia (5)

1995-96, 1998-99, 2001-02, 2005-06, 2010-11
2º lugar (4) : 1996-97, 1997-98, 2003-04, 2008-09, 2009-10
- Supercopa de Italia (4)

1996, 1999, 2002, 2010
2º lugar (4) : 1997, 2004, 2006, 2011
- Champions League

2º lugar (1) : 2012-13
- Recopa de Europa/Copa CEV (3)

1996-97, 1997-98, 2009-10
- Challenge Cup (2)

1995-96,2001-02
- Supercopa de Europa (2)

1996, 1997